# Port de Narva
Le port de Narva (en estonien : Narva sadam) ou port de la ville de Narva (en estonien : Narva linnasadam), ou port fluvial de Narva (en estonien : Narva Narva jõesadam), code EE JOS) est une marina à Narva en Estonie.

## Présentation
Le port est situé à 14 km en amont de l'embouchure du fleuve Narva, sur la rive gauche du fleuve Narva. L'adresse du port est Jõe tänav 3.
Le port est géré par la Fondation Narva Sadam, qui gère également le port de Kulgu près du réservoir de Narva.
La superficie du territoire portuaire est de 15 440 m2 et la superficie de la zone d'eau est de 22 000 m2.
Le port fournit les services de base suivants : ravitaillement en carburant, approvisionnement en eau potable, approvisionnement en électricité, bar, sauna, douche, toilettes, laverie, ramassage des ordures, informations sur la situation de navigation.
Pour accéder au port, les bateaux doivent avoir une longueur maximale de 20 m et un tirant d'eau maximal de 2,6 m. Le port peut accueillir 10 bateaux.

## Histoire
Le port de Narva a été construit au XIIIe siècle à l'intersection de la route de Tallinn à Novgorod et de la fleuve Narva reliant la mer Baltique au lac Peipsi à l'apogée du commerce hanséatique aux XIVe et XVe siècles. L'apogée de Narva en tant que port s'est déroulée de la seconde moitié du XVIe siècle à la fin du XVIIIe siècle. Derrière les murs de la forteresse de Narva, à environ un kilomètre du pont vers la mer, une zone s'est bâtie avec des ponts portuaires, des entrepôts et des chantiers navals.
En 1850, il y avait 11 ports le long du fleuve Narva. 
Trois d'entre eux étaient situés à la confluence de la rivière Rosona jõgi (et) et du fleuve Narva, il y en avait cinq sur la rive gauche de la rivière en dessous de Narva et trois ponts portuaires sur la rive droite de la rivière Narva, en dessous d'Ivangorod. Les navires ayant jusqu'à deux mâts remontaient le fleuve de la mer à Natva, les plus gros navires restaient dans l'embouchure du fleuve. Du pont de Narva vers le cours supérieur, jusqu'à Kulgu, le fleuve Narva n'était pas navigable en raison des rapides et de la cascade de Narva. Seuls les petits navires ont navigué jusqu'à Vasknarva.
À partir de 1855, le port principal de Narva est situé sous la rive gauche du fleuve, près du bastion Victoria.
À partir de 1921, le port fluvial de Narva a été abandonné, en grande partie en raison de l'introduction de grands navires à vapeur, et le commerce s'est concentré au port de Narva-Jõesuu.

## Galerie

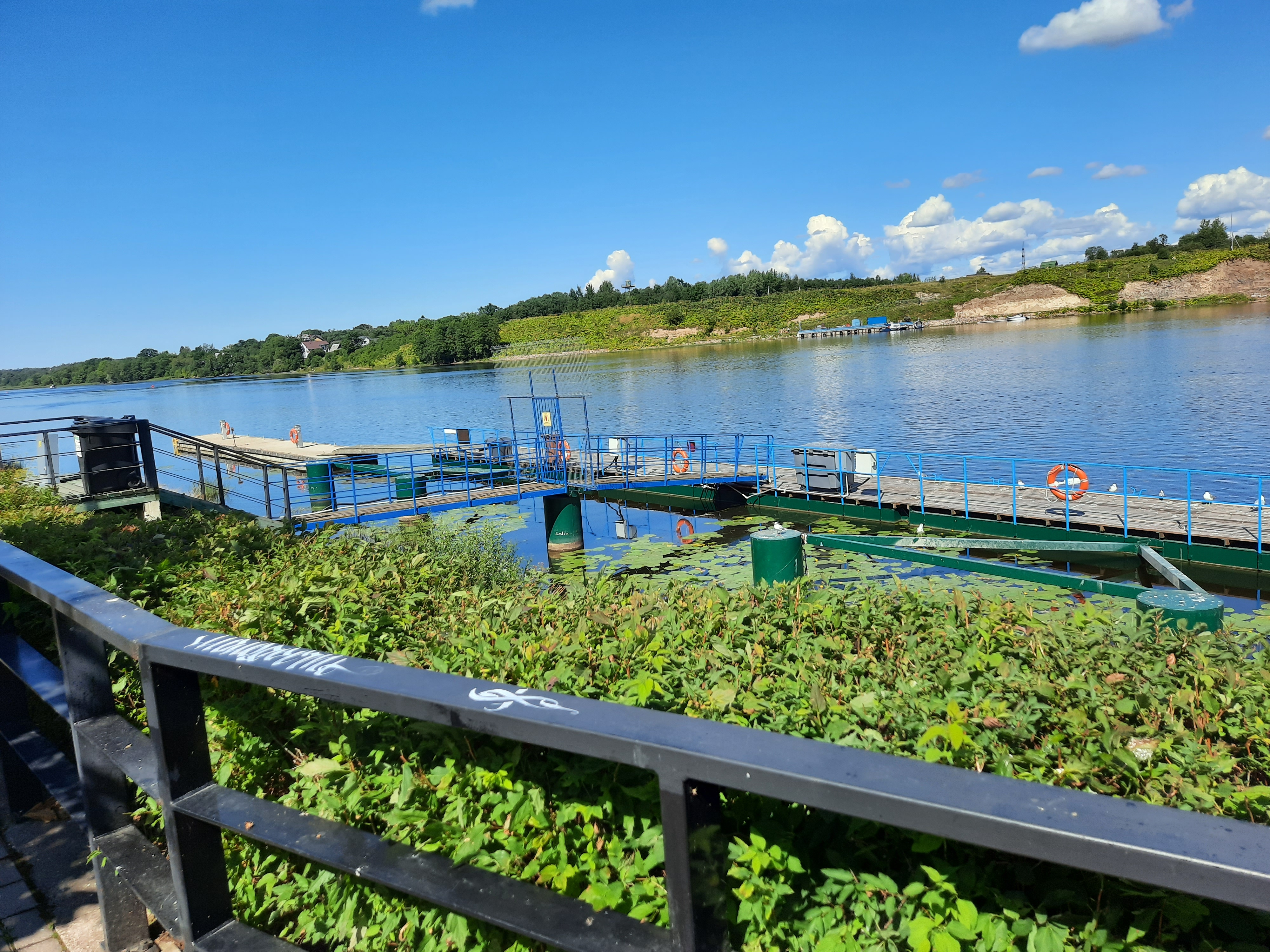
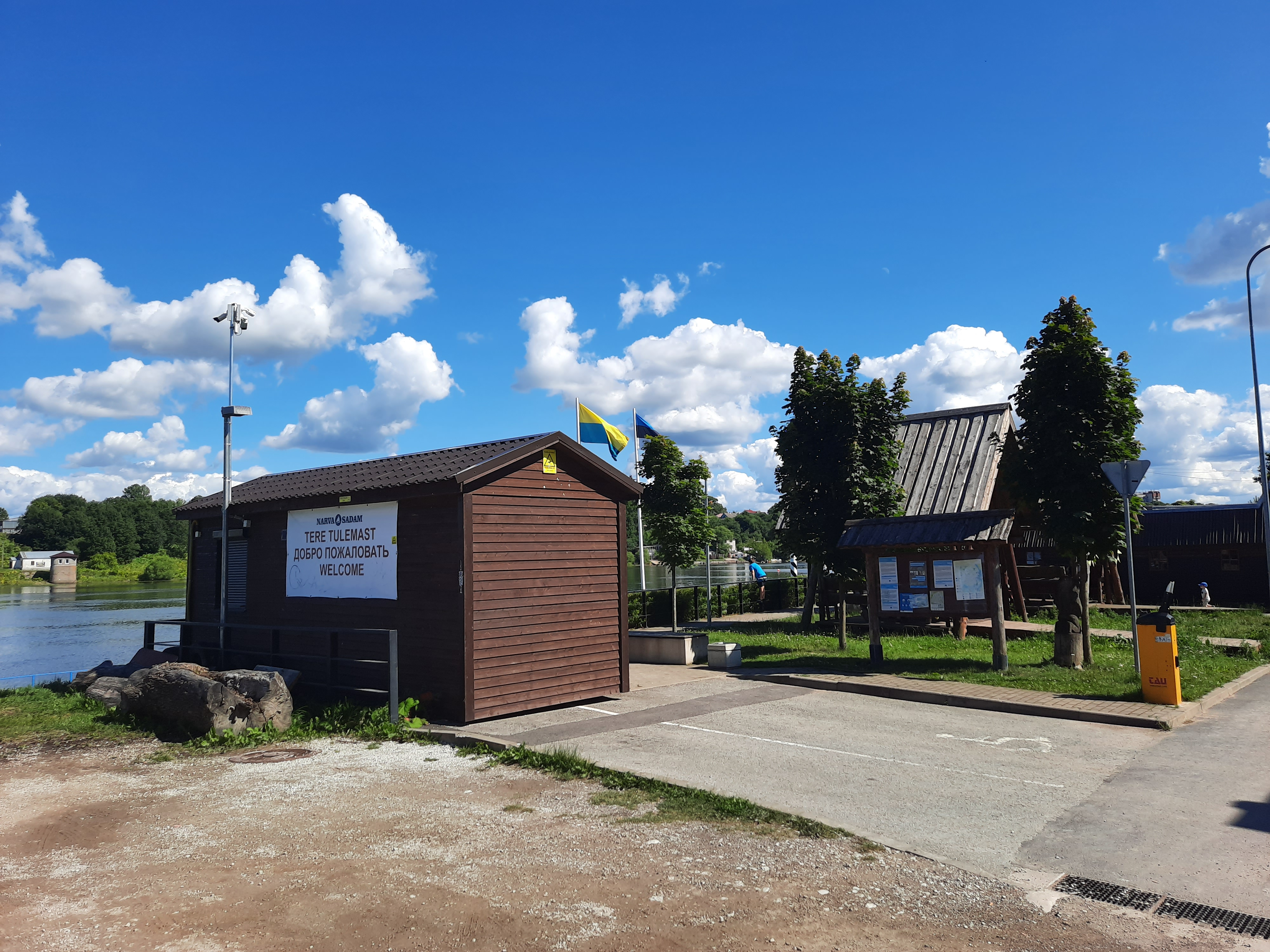